# Joe Warbrick

b Matchs officiels uniquement.
Joseph Astbury Warbrick, né le 1er janvier 1862 à Rotorua (Nouvelle-Zélande) et mort le 30 août 1903 à Waimungu, est un joueur de rugby à XV qui a joué avec l'équipe de Nouvelle-Zélande. Il évolue au poste de trois-quarts.

## Carrière
Il a joué dès l'âge de quinze ans pour la province d'Auckland et le club de Ponsonby.
Il dispute la tournée de l'équipe de Nouvelle-Zélande en Australie en Nouvelle-Galles du Sud, il dispute là sept rencontres.
Né d'un père immigrant anglais Abraham Warbrick et de sa femme māori, Nga Karauna Paerau, la fille d'un chef Ngati Rangithi, il a deux frères plus âgés que lui. Quatre de ses frères participent à la tournée des Māori néo-zélandais dans les îles britanniques, en Australie et en Nouvelle-Zélande. Cette tournée est organisée, dirigée par Joe Warbrick ; il en est une des vedettes, il se blesse et ne peut disputer aucun match.
Joe Warbrick et la tournée des Māori de 1888, seront retenus par l'International Rugby Board pour faire partie du Temple de la renommée IRB.

## Palmarès

### En équipe nationale
- 0 cape avec l'équipe de Nouvelle-Zélande
- Nombre total de matchs avec les All Blacks : 7
- Matchs par année : 7 en 1884